# Vortebider
Vortebideren (Decticus verrucivorus) er et insekt i familien løvgræshopper. Den er udbredt i hele Danmark og store dele af resten af Europa. Den holder til på solbeskinnede heder og enge med lav vegetation, både tør og fugtig. Vortebideren har veludviklede vinger, der bruges i kombination med kraftige spring. Ved hjælp af vingerne kan den springe mere end 20 meter.

## Udseende
Hannen bliver 2,5 – 3,5 cm og den lidt større hun 3,1 – 4,5 cm. Den er normalt grøn med mørke pletter på vinger og bagkrop. Brune varianter forekommer også, og tilmed varianter, der er grønne med gule til røde nakkesider og røde lår. Dertil findes varianter, der kan have en mosaik af forskellige farver.
Hunnen har en 17-26 millimeter lang læggebrod, som bruges når æggene lægges i jorden. Læggebroden gør hunnerne lette at kende.

## Føde
Vortebideren er et rovdyr, der blandt andet tager mindre græshopper og andre insekter, men den lever også af plantekost som fx græs. Den har kraftige kæber og kan give et smertefuldt bid, dog bider den næppe gennem huden.

## Sang
Hannen er den eneste der synger, hvilket sker ved hjælp af forvingerne. Det øverste af forvingerne overlapper hinanden og her sidder striduleringsorganet. Det er i princippet en fil, der stryger hen over nogle tappe, og herved dannes lyden. Sangen er en række hæse enkeltstød: "sicc, sicc, sicc", der gentages flere gange i sekundet. Lyden er høj og kraftig, og kan høres op til 100 meter væk. Hvis hannen forstyrres for meget, stopper striduleringen. Den stridulerer kun, når temperaturen er over 23-25 grader, og denne opnås hurtigt i jordhøjde på en sommerdag.

## Parring og udvikling
Under parringen fører hannen en spermatofor fra kønsåbningen over i hunnens kønsåbning. Denne spermatofor består af to dele: en lille del, hvori sæden sidder, og en stor proteinholdig del, som hunnen æder. Denne er vigtig for udviklingen af æggene. Efter parringen går de hver til sit. Hunnen lægger æggene enkeltvis spredt over et større område, og æggene overvintrer til næste forår. De første nymfer ses i maj. Efter ca. halvanden måned ses de første voksne vortebidere, og man kan høre hannerne synge. Vortebideren er fremme helt til den første hårde frost rammer, og man kan finde dem helt ind i oktober.

## Vortebiderens navn
Vortebideren har fået sit navn fra, at man før i tiden brugte den til at bide i fx fodvorter. Den gylper så lidt fordøjelsesvæske op, som hjælper til at dræbe vorten. Den skulle også være brugt til at bide hul på vabler.

## Galleri
- Hun, læg mærke til læggebroden
- Rødlig variant
- Hun, brun/grøn variant
- Hun, brun variant
- Vortebider i Ørslev Mose